# Galium armenum
Galium armenum är en måreväxtart som beskrevs av Schanzer. Galium armenum ingår i släktet måror, och familjen måreväxter. Inga underarter finns listade i Catalogue of Life.